# Cañada de Gómez (kommunhuvudort i Argentina)
Cañada de Gómez är en kommunhuvudort i Argentina.   Den ligger i provinsen Santa Fe, i den centrala delen av landet, 300 km nordväst om huvudstaden Buenos Aires. Cañada de Gómez ligger 93 meter över havet och antalet invånare är 36 000.
Terrängen runt Cañada de Gómez är platt, och sluttar österut. Cañada de Gómez är det största samhället i trakten.
Trakten runt Cañada de Gómez består till största delen av jordbruksmark. Runt Cañada de Gómez är det glesbefolkat, med 20 invånare per kvadratkilometer.